# Ubuntu Studio
Ubuntu Studio — дистрибутив Linux, що базується на Ubuntu, використовує як графічне середовище KDE Plasma (з версії 20.10).
Перший офіційний реліз — Ubuntu Studio 7.04, всупереч нумерації дистрибутивів Ubuntu (Рік. місяць), випущений не у квітні, а в травні 2007 року.
Розробка групи MOTU (Masters of the Universe). Мета проекту — швидке розгортання готової до використання фото-, відео-, аудіо-студії з мінімальними витратами коштів і максимальним комфортом.

## Варіанти установки
На відміну від інших дистрибутивів Ubuntu, установка Ubuntu Studio заснована не на Live-CD інсталяторі, а використовує консольну програму. Крім того, дистрибутив виявився занадто великим, щоб поміститися на семисотмегабайтний компакт-диск, тому зазвичай встановлюється з DVD.
Установка Ubuntu Studio існує в 2 варіантах:
- Образ інсталяційного DVD для завантаження;
- Пакет для установки на інші засновані на Ubuntu дистрибутиви.

## Список програмного забезпечення
До складу Ubuntu Studio входять наступні програми:

### Аудіо
- Ardour — потужний редактор аудіозапису та зведення
- Audacity — вільний багатоплатформений редактор звукових файлів, орієнтований на роботу з декількома доріжками.
- Hydrogen — драм машина
- JACK Audio Connection Kit — звуковий сервер-демон, що дозволяє з низькою затримкою з'єднувати між собою програми, що підтримують JACK
- JAMin — інструмент мастерингу
- LilyPond — вільний нотний редактор
- Mixxx — програма для міксування музики
- MusE — MIDI/Audio синтезатор, який використовує JACK і ALSA
- Rosegarden — вільний MIDI-секвенсор, нотний редактор для Linux, який використовує ALSA, JACK і KDE, програма для створення і редагування музики на кшталт Apple Logic Pro, Cakewalk Sonar і Steinberg Cubase.
- TiMidity++ — програмний midi-синтезатор
- Wired

### Відео
- CinePaint — програма для розфарбовування і ретушування відео-кадрів з використанням менеджера кадрів і «шарів цибулини».
- PiTiVi — нелінійний редактор відео, що базується на фреймворку GStreamer
- Kino — нелінійний редактор Digital Video (DV)
- Stopmotion— програма для покадрового створення відео
- VLC media player — вільний (free software) програвач

### Графіка
- Agave — додаток для GNOME, яке створює колірну схему з одного початкового кольору
- Blender — пакет для створення тривимірної комп'ютерної графіки, що включає в себе засоби моделювання, анімації, рендерингу, після-обробки відео, а також створення інтерактивних ігор.
- Enblend — інструмент для склеювання зображень.
- FontForge — редактор шрифтів
- The GIMP — растровий графічний редактор
- Inkscape — векторний графічний редактор
- Scribus — додаток для візуальної верстки документів,
- Synfig — програма для створення двовимірної векторної анімації

## Цікавий факт
- До квітня 2011 року існувала можливість безкоштовно замовити диски Ubuntu Studio поштою. Компанія Canonical брала на себе всі витрати, в тому числі і на доставку поштою і митні збори. За місяць до виходу нового релізу починалось попереднє замовлення, диски в цьому випадку висилались в перших партіях в найперші дні після випуску нової версії. Доставка зазвичай займала від 4 до 6 тижнів.